# Färöarna i olympiska spelen
Färöarna har aldrig deltagit olympiska spelen som självständigt land, men idrottare från Färöarna har deltagit som medlemmar av den danska truppen, eftersom Färöarna är en del av danska kungariket.
Färöiska Olympiska Kommittén arbetar med att bli godkänd av Internationella olympiska kommittén (IOK). Enligt IOK:s stadgar måste ett land vara erkänt av den internationella gemenskapen. Som det är nu räknas Färöarna tillsammans med Grönland till det danska kungariket och deras idrottare på olympiska spelen måste tävla under dansk flagg. Samtidigt får till exempel Puerto Rico vara med och tävla på OS under egen flagg, trots att de är en del av USA.Kampen för att bli medlem i den Internationella olympiska kommittén och därmed få möjligheten att deltaga vid de olympiska spelen har pågått sedan 1975.
Färöarna var medgrundare till den internationella paralympiska kommittén 1989 och har tävlat i alla Paralympiska sommarspel sedan 1984.

## Idrottare från Färöarna har deltagit som medlemmar av den danska truppen
- Katrin Olsen i rodd vid sommarspelen 2008[3]
- Pál Joensen i simning  vid sommarspelen 2012 och simning vid sommarspelen 2016